# Gà lông màu

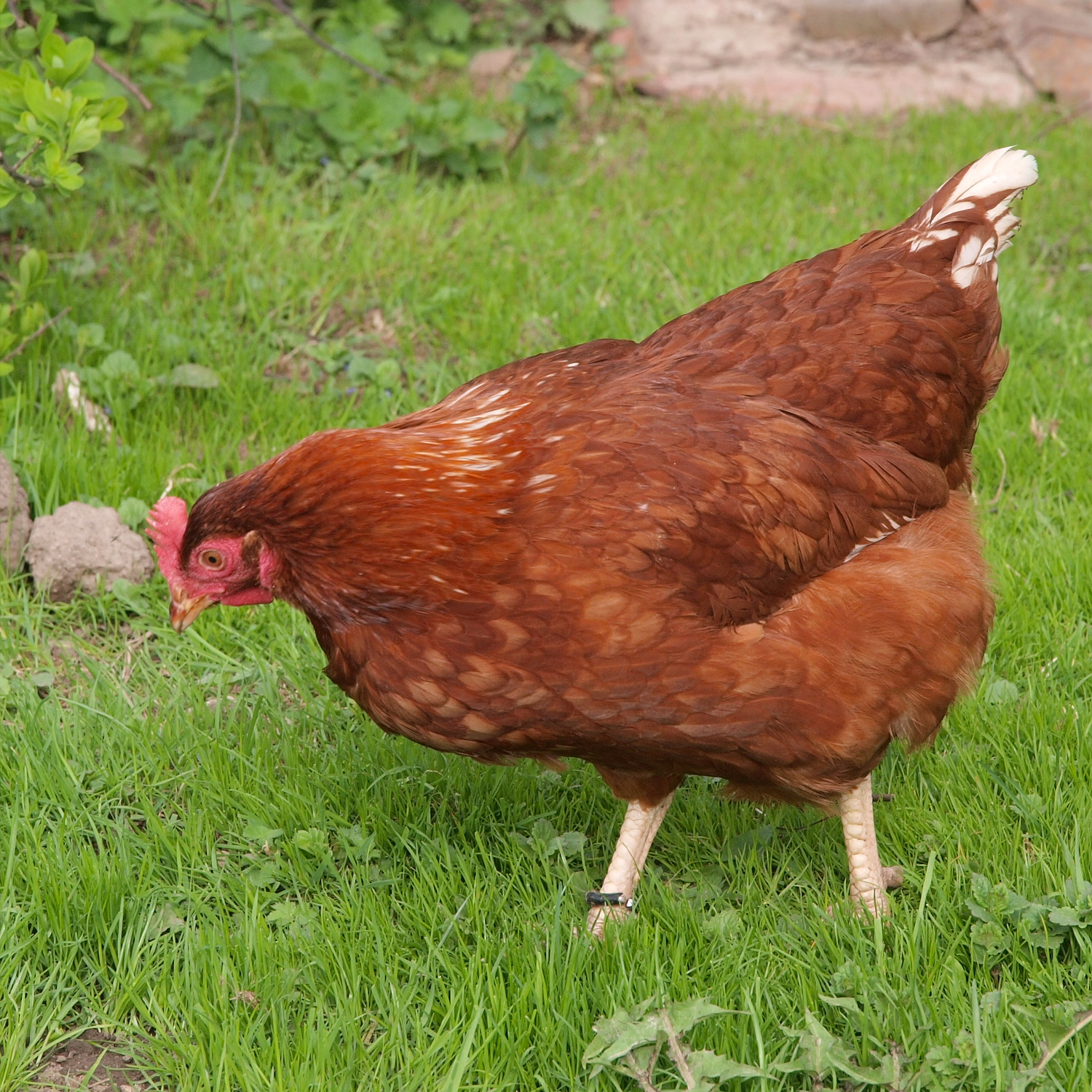
Một con gà lông màu đậm

Gà lông màu hay gà màu là thuật ngữ để phân loại các nhóm gà công nghiệp trong quá trình chăn nuôi gia cầm theo phương thức công nghiệp, theo đó chúng là tập hợp những giống gà có sắc lông khá đồng nhất với những màu cơ bản như nâu, nâu nhạt hay nâu đỏ. Gà lông màu là một đối tượng chăn nuôi rộng rãi trong ngành chăn nuôi gia cầm trên thế giới.
Thuật ngữ gà lông màu thường đặt trong mối tương quan với gà lông trắng (hay gà trắng), trong đó những con gà lông trắng thường đồng nhất với gà công nghiệp, đặc biệt là giống gà thịt, một số là hướng trứng được chăn nuôi theo hình thức nuôi nhốt tập trung trong lồng, trong khi đó giống gà lông màu thường đề cập đến các giống gà thả vườn, những giống gà kiêm dụng đặc biệt là hướng trứng.

## Đặc điểm

### Lợi thế
Các giống gà lông màu đang được nhiều quốc gia trên thế giới chú trọng và phát triển bởi cho hiệu quả kinh tế cao với giá bán sản phẩm thường gấp đôi so với gà công nghiệp. Trên thế giới, thường chọn tạo dòng mới từ một con đực đầu dòng và mất khoảng thời gian dài từ 10 đến 15 năm. 
Gà lông màu có thịt thơm ngon, ít dịch bệnh, có thể tận dụng được các loại phụ phẩm của nông nghiệp để chăn thả Gà màu nhờ thịt dai như gà ta, hợp với người Việt nên tiêu thụ tốt và ít bị cạnh tranh với gà ngoại nhập như gà công nghiệp
Các chi phí như tiền điện thắp sáng, quạt mát cho trại gà lông màu hoặc thức ăn chăn nuôi đều cao hơn ít nhất 30% so với việc nuôi gà lông trắng. Chỉ cần 100m2 chuồng và 200m2 sân chơi, người nông dân đã có thể nuôi tới 1.000 gà lông màu mỗi vụ. Nuôi khéo, người nuôi có thể quay vòng chuồng nuôi tới 3 vụ gà mỗi năm, Chi phí xây chuồng trại hết không quá 80 triệu đồng/chuồng để nuôi gà trong nhiều năm.
Gà lông màu chịu nhiệt và ẩm độ cao, thích ứng nhanh với Stress của môi trường, có thể nuôi công nghiệp, bán công nghiệp,thả vườn như gà Sasso nhập năm 1996 từ Pháp, gà Kabir nhập năm 1997 từ Israel, có các chỉ tiêu năng suất cao hơn: một mái sản xuất 140-150 gà con, gà thịtnuôi 9 tuần tuổi đạt khối lượng trên 2 kg, tiêu tốn 2,2-2,4 kg thức ăn/kg tăngtrọng.

### Hạn chế
So với gà lông trắng, chi phí, kỹ thuật chăn nuôi gà lông màu hoàn toàn khác biệt, chi phí giá thành gà lông màu rất cao trong khi giá bán ra cũng không hơn gà lông trắng. Gà lông màu phải nuôi ít nhất 66 – 70 ngày mới có thể đạt trọng lượng xuất chuồng. Để sản xuất ra 1 kg thịt thì gà lông màu tiêu tốn nhiều thức ăn hơn (2,4 kg thức ăn) so với gà trắng chuyên thịt (2,0 kg thức ăn). Nếu sản xuất 1 triệu tấn thịt gà thì mức tiết kiệm nguồn nguyên liệu sản xuất thức ăn chăn nuôi bằng giống gà chuyên thịt lông trắng sẽ là 400.000 tấn/năm Mật độ tối đa cho gà lông màu là chỉ 8–11 con/m2, gà màu chỉ có thể nuôi ở trại hở, tức được chăn thả tự do hoặc nuôi trong khuôn viên sân vườn. Gà màu chỉ thích hợp phát triển ở những hộ chăn nuôi nhỏ lẻ, có vườn để chăn thả.
Nếu doanh nghiệp muốn đầu tư nuôi gà màu với số lượng lớn phải có diện tích đất rất rộng, đủ không gian cho gà màu tự do đi lại, ăn uống, tìm mồi. Do nuôi chăn thả nên gà màu thường tiếp xúc nhiều với chim, chuột, các nguồn mang mầm bệnh từ bên ngoài. Vì vậy, nếu mở rộng quy mô, doanh nghiệp, chủ trang trại sẽ rất khó khăn trong việc quản lý dịch bệnh. Khi giá gà lông màu giảm do ảnh hưởng dịch cúm gia cầm, thì giá gà lông trắng (chủ yếu do doanh nghiệp đầu tư) lại đang tăng khá, do gà lông trắng ít nhạy cảm với tình hình dịch bệnh hơn so với gà lông màu. Giữa con gà lông màu với con gà lông trắng, thì gà lông màu nhạy cảm hơn với tình hình dịch bệnh.

## ỞViệt Nam
Một trong những giống gà được người Việt ưa chuộng nhất hiện nay là gà lông màu thả vườn, gà công nghiệp và một số gà lai Nông dân các tỉnh phía Bắc cũng đã đầu tư tiền của nuôi gà lông màu để làm thu nhập chính hàng năm. Khác với các trang trại nuôi gà trắng (gà công nghiệp), số hộ nuôi gà lông màu hiện có thể lên tới hàng chục nghìn hộ

### Tổng quan
Để phát triển gà lông màu trong những năm trước đây, Việt Nam đã nhập một số giống gà như gà Tam hoàng Jiangcun, Tam hoàng 822, gà Lương Phượng từ Trung Quốc để nuôi với kết quả tương đối khả quan, song đó chỉ là gà thương phẩm và bố mẹ. Nếu muốn phát triển ra diện rộng, theo quy mô lớn thì hàng năm phải bỏ ra số tiền rất lớn để nhập gà bố mẹ, nếu nhập gà ông bà chỉ có một giới tính với giá gần 1 triệu đồng/con nhưng sử dụng chỉ được một đời do vậy không có kinh phí để nhập. Mặt khác, không chủ động được con giống và có thể mang mầm bệnh vào trong nước. Giá nhập khẩu gà lông màu bố mẹ hướng thịt trên thị trường giá 40.000đ/con
Ở Việt Nam, Từ năm 2012 - 2014 sản lượng gà lông màu tăng từ 171 triệu lên 194 triệu con, chiếm xấp xỉ 80% tổng đàn. Tuy nhiên, khâu còn thiếu và yếu nhất của gà lông màu hiện nay chính là giết mổ công nghiệp và bán sản phẩm có chứng nhận theo chuỗi. Khác với gà trắng, hiện thị phần gà màu từ con giống đến nuôi thương phẩm đều nằm gọn trong tay các doang nghiệp nội địa, phân khúc về giống gà lông màu đang gần như nằm trong tay các doanh nghiệp giống gia cầm trong nước chiếm tới 80 - 90% tổng đàn gà màu, Sản lượng gà giống lông màu của Dabaco đạt 25 triệu con/năm lớn nhất thị trường hiện nay.
Gà lông màu ở Việt Nam chiếm 70% sản lượng và đang phát triển rất mạnh, dù tham gia TPP, các nước cũng khó có giống gà phù hợp với khí hậu của Việt Nam nên họ cũng chỉ có thể thuê đất, thuê nhân công nuôi gà tại Việt Nam. Không nên bỏ gà lông trắng nhưng nguyên tắc cạnh tranh là cần lựa chọn sản phẩm lợi thế khi tham gia vào sân chơi chung. Khi hội nhập sâu, gà lông màu hoàn toàn có thể cạnh tranh được ở thị trường trong nước và xuất khẩu, vì ở nước ngoài cũng có hàng triệu người Việt

### Xu hướng
Thị trường gà thịt Việt Nam đang có tín hiệu dịch chuyển sang gà lông màu (giống gà thịt lai với gà địa phương). Nguyên nhân là thị trường (người Việt Nam có vẻ thích ăn thịt gà dai hơn là thịt gà mềm, mặc dù giá trị dinh dưỡng của hai loại thịt gà này không khác nhau, chưa nói là thịt gà dai còn gây ảnh hưởng xấu cho răng miệng) và ảnh hưởng của thịt gà nhập khẩu. Thịt gà nhập khẩu phần lớn là sản phẩm phụ (đùi, cánh) giá rẻ, đẩy giá thịt gà thị trường Việt Nam xuống dưới giá thành chăn nuôi, khiến người chăn nuôi gà thịt lông trắng (giống gà chuyên thịt) thường xuyên thua lỗ và bỏ cuộc do không cạnh tranh nổi thịt gà trắng nhập khẩu.
Chăn nuôi gà lông màu có lợi thế cạnh tranh (vì các nước xuất khẩu thịt gà không nuôi gà lông màu), nhưng phần lớn con giống lại phải nhập khẩu theo kiểu gà lông trắng. Việt Nam chưa sử dụng hiệu quả nguồn gen giống gà địa phương để đưa vào chương trình giống có đủ sức cạnh tranh với giống gà lông màu nhập khẩu, như vậy vẫn vào vòng phụ thuộc về giống. Chăn nuôi gà lông màu theo quy luật thị trường và cũng góp phần đa dạng sản phẩm thịt gà, nhưng cân đối quy mô giữa hai giống gà trong điều kiện nguồn nguyên liệu thức ăn chăn nuôi ngày càng cạn kiệt. 